# Samoëns
Samoëns är en kommun i departementet Haute-Savoie i regionen Auvergne-Rhône-Alpes i sydöstra Frankrike. Kommunen ligger i kantonen Samoëns som tillhör arrondissementet Bonneville. År 2022 hade Samoëns 2 193 invånare.

## Befolkningsutveckling
Antalet invånare i kommunen Samoëns
| Referens: INSEE |